# Lippia savoryi
Lippia savoryi là một loài thực vật có hoa trong họ Cỏ roi ngựa. Loài này được Meikle mô tả khoa học đầu tiên năm 1963.